# Serrat de la Mangra
El Serrat de la Mangra és una muntanya de 183 metres que es troba al municipi de Sant Climent Sescebes, a la comarca catalana de l'Alt Empordà.